# Warrenpoint
Warrenpoint (irisch Rinn Mhic Giolla Rua, An Phointe) ist eine Kleinstadt und Civil Parish im District Newry, Mourne and Down im County Down in Nordirland. Sie liegt an der Nordküste des Carlingford Lough und wird von der Republik Irland nur durch einen schmalen Kanal getrennt. Die Stadt entstand innerhalb des Townlands von Ringmackilroy und wird heute oft abgekürzt als „The Point“ bezeichnet.
Warrenpoint ist bekannt für seine schöne Lage, das Maiden of Mourne-Festival, das Blues on the Bay-Musikfestival, den Fährverkehr zwischen Warrenpoint und Omeath und das nahegelegene Narrow Water Castle (erbaut um 1660).
Beim Census 2011 wurde eine Zahl von 8721 Einwohnern festgestellt.

## Geographie

### Civil parish Warrenpoint
Das Civil Parish umfasst die Stadt Warrenpoint.

### Townlands
Die zugehörigen Townlands sind Dromore (Droim Mór), Narrow Water (Caol Uisce) und Ringmackilroy (Rinn Mhic Ghiolla Rua).

## Geschichte

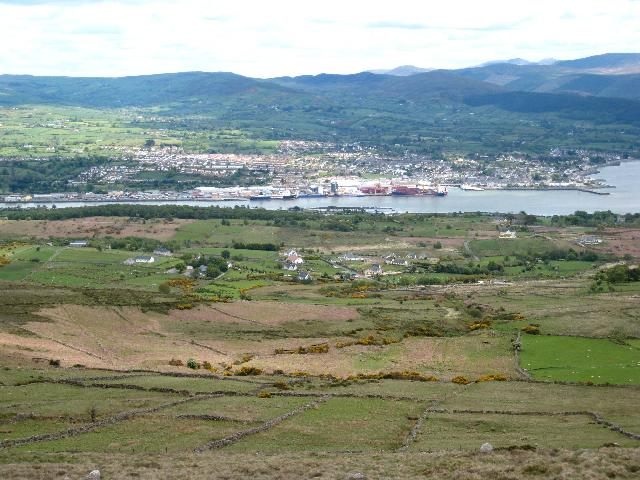
Warrenpoint von Cooley Mountains auf der Seite des County Louth von Carlingford Lough.

Die heutige Kleinstadt Warrenpoint bestand lange nur als Dorf aus einer kleinen Anzahl ärmlicher Gebäude, die von Fischern bewohnt wurden.
Der Name „Warrenpoint“ soll von dem Familiennamen einer Familie stammen, die in der zweiten Hälfte des 18. Jahrhunderts dort ansässig war. Father Bernard Trainor, der sich als Lokalhistoriker betätigte, erwähnt, dass eine Familie mit dem Namen „Waring“ dort lebte und deren Haus den Hausnamen „Warings Point“ trug. Auf Irisch lautet der Ortsname Rinn Mhic Ghiolla Rua und entspricht dem Namen des Townlands (anglisiert Ringmackilroy, „McIlroys Punkt“). Im Irischen wird der Ort teilweise auch als „An Phointe“ bezeichnet und im Englischen entsprechend „The Point“.
Walter Harris notierte 1744, dass „Warrings Point ungefähr eine Meile nordwestlich von Rose Trevor liegt“.
Die landschaftliche Schönheit und die Küstenlage bewirkten im 19. Jahrhundert starken Zuwachs. Die Bevölkerung wuchs von 500 im Jahr 1824 auf 1000 im Jahr 1831 und 1884 waren es bereits 2000 Einwohner. Im Sommer kamen nochmal 5000 Besucher dazu. 1836 gab es eine Schule, ein Court House (Gericht), eine Savings Bank (Sparkasse) und eine Farming Society (Landwirtschaftsverein). Monatsmärkte wurden veranstaltet und es gab jeden Freitag einen Markttag. Mitte des 19. Jahrhunderts erwarben Händler aus Newry die Erlaubnis, am Ort einen Hafen zu bauen, da vor 1850 Schiffe mit mehr als 150 t nicht weiter den Lough aufwärtsfahren konnten als bis Narrow Water. Eine Eisenbahnlinie wurde am 9. Mai 1849 eröffnet, wodurch Warrenpoint als Ferienziel noch beliebter wurde. Resorts entstanden und Tausende nutzten jedes Jahr die Kurmöglichkeiten, wobei die meisten mit der Fähre von Omeath im County Louth kamen. Die Warrenpoint Railway Station wurde im Januar 1965 geschlossen. Die Fähre ist immer noch in Betrieb, allerdings nur noch in den Sommermonaten von Mai bis September.
Ein Musikpavillon im Town Park ermöglichte Konzerte und ein Schwimmbecken wurde 1908 gebaut. Die Bäder wurden von Captain Roger Hall am Pfingstmontag, dem 8. Juni 1908, eröffnet. Sie sind heute geschlossen.
Am 6. Februar 1921, während des Irischen Unabhängigkeitskrieges, legte die Irish Republican Army einen Hinterhalt für eine Patrouille der Ulster Special Constabulary (USC) in Warrenpoint. Der Überfall ereignete sich in der Seaview Road und ein USC-Constable wurde dabei getötet.
Am 15. Juli 1944 ereignete sich ein Flugunfall, als zwei Flugzeuge der Royal Air Force (ein Airspeed Oxford (LX 598) und ein Miles Martinet (MS626) der No. 290 Squadron RAF) in einer Zivilschutzübung bei Warrenpoint verunglückten. In nebligen Bedingungen stießen die Flugzeuge zusammen, da die Piloten sich erst im letzten Moment gegenseitig sehen konnten. Die folgende Explosion tötete alle Insassen und Teile der Flugzeuge fielen auf Church Street, Duke Street und Queen Street, sowie in den Carlingford Lough. Die Körper der Piloten wurden geborgen und im Mortuary in Newry beigesetzt.
Am 27. August 1979, während des Nordirlandkonflikts („the Troubles“), verübte die Provisional Irish Republican Army (IRA) einen Anschlag auf einen Konvoy der British Army in der Nähe von Narrow Water Castle (Anschlag von Warrenpoint 1979). Achtzehn Soldaten wurden dabei getötet – die größten Verluste der British Army in einem einzelnen Gefecht während des Konflikts. Daraufhin feuerten britische Soldaten nach Süden über die Grenze ins County Louth, in angenommener Richtung der Angreifer. Diese Schüsse töteten einen jungen englischen Touristen, William Hudson, der die Szene von Lower Ferryhill Road aus beobachtet hatte. An der Stelle wurde ein Denkmal errichtet.
Am 12. April 1989 wurde Joanne Reilly von einer Autobombe der IRA in der Warrenpoint Royal Ulster Constabulary-Base getötet.

## Demographie
Warrenpoint wird von der Northern Ireland Statistics and Research Agency (NISRA) als Kleinstadt eingestuft (Bevölkerung zwischen 4.500 und 10.000). Am 29. April 2001 wurden 7.000 Einwohner gezählt. Von diesen waren:
- 26,7 % waren unter 16 Jahren und 16,8 % waren 60 und älter
- 48,3 % waren männlich, 51,7 % waren weiblich
- 96,0 % hatten einen katholischen Hintergrund und 4 % hatten einen protestantischen Hintergrund
- 4,3 % der 16- bis 74-Jährigen waren arbeitslos

## Sehenswürdigkeiten

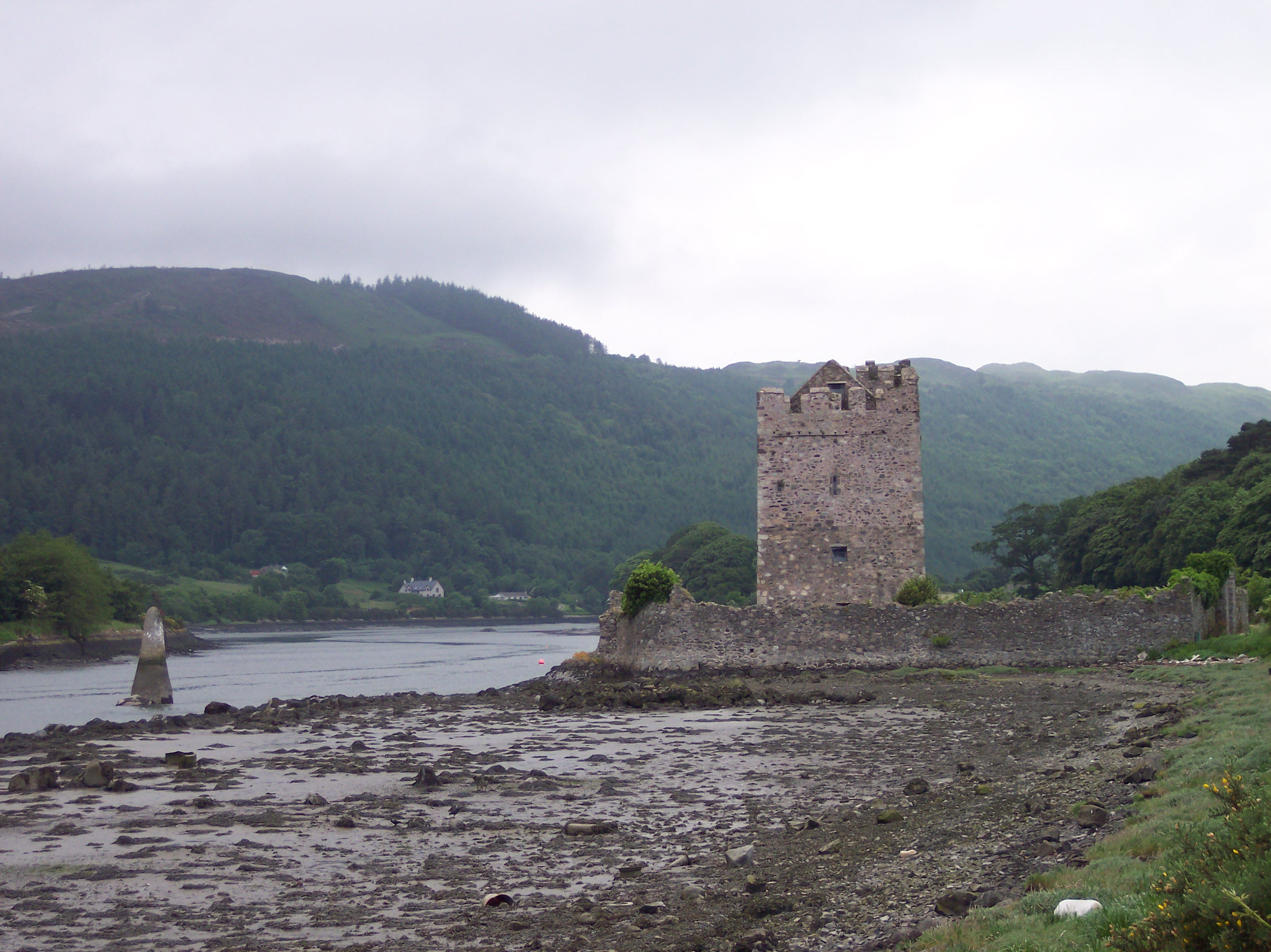
Narrow Water Castle

Narrow Water Castle am Ortsrand ist ein dreistöckiges Tower House aus dem Jahr 1560, das dem Schutz des Newry River Ästuars diente. Auf der gegenüberliegenden Straßenseite befindet sich das Landhaus Narrow Water Castle aus dem Jahr 1840.
Eine kleine, aber moderne Passagierfähre verbindet Warrenpoint mit dem Dorf Omeath in County Louth. Die Überfahrt dorthin dauert circa fünfzehn Minuten. Weitere Linien führen zu Narrow Water Castle, Ross Monument Rostrevor oder sind „Bay & Harbour Cruises“.
An zwei kleinen Seen, dem „Mill Dam“ und dem „Waterworks“, kann geangelt werden. Hierfür ist eine Angelerlaubnis erforderlich.
Die Warrenpoint Promenade diente als Kulisse für Bundoran im Film The Butcher Boy (1997), speziell die Fassade des Star of the Sea Convent und die Edwardian Swimming Baths.

## Bildung und Kultur
Es gibt mehrere Schulen:
- Dromore Road Primary School
- St Dallan’s Primary School (katholisch). Die Schule wurde im September 2000 vom damaligen Bildungsminister Martin McGuinness eröffnet. Die Schule ist ein Zusammenschluss von Star of the Sea- und St. Peters Primary School und steht auf dem Gelände der ehemaligen St. Peters Primary School.
- St Mark’s High School

Der 1950 gegründete Warrenpoint Pantomime Club hat bisher 60 beliebte Pantomime-Stücke in der Stadt aufgeführt.

## Persönlichkeiten
- Denis Donoghue (* 1928), Literatur-Kritiker
- George Gardiner (1821–1891), Träger des Victoria-Kreuz
- Doreen Hall (1921–2025), kanadische Geigerin und Musikpädagogin
- Carmel Hanna (* 1946), Politikerin der Social Democratic and Labour Party
- Ronan Rafferty (* 1964), Golfer
- Vedran Smailović (* 1956), Bosnischer Cellist
- Forrest Reid (1875–1947), Literatur-Kritiker und Schriftsteller, starb 1947 in Warrenpoint